# 京王よみうりランド駅
京王よみうりランド駅（けいおうよみうりランドえき）は、東京都稲城市矢野口にある、京王電鉄相模原線の駅である。京王相模原管区所属。駅番号はKO37。

## 歴史
- 1971年（昭和46年）4月1日：開設。快速停車駅となる。当初は相模原線の終着駅であった。
- 1974年（昭和49年）10月18日：相模原線当駅 - 京王多摩センター駅間延伸、途中駅となる。
- 2018年（平成30年）5月12日：駅名の由来でもある遊園地よみうりランドキャラクター「グッドとラッキー」に因む駅装飾を実施[1]。
- 2025年（令和7年）3月1日：駅近隣にTOKYO GIANTS TOWNが開業することに伴い、接近メロディが巨人軍の歌 -闘魂こめて-になる。1番線が終曲部、2番線が歌い出しとなる[2]。

## 駅構造
相対式ホーム2面2線を有する高架駅。
当初は島式ホーム2面4線化も可能なようにスペースを確保していたが、長編成化工事の際に10両編成列車が停車可能な有効長とするためにスペースをホーム延伸に活用したことで、結局2面4線化されることはなかった。ホーム構造にはその名残がある。

### のりば
| 番線 | 路線     | 方向 | 行先                                     |
| ---- | -------- | ---- | ---------------------------------------- |
| 1    | 相模原線 | 下り | 京王多摩センター・橋本方面               |
| 2    | 相模原線 | 上り | 調布・明大前・笹塚・新宿・都営新宿線方面 |

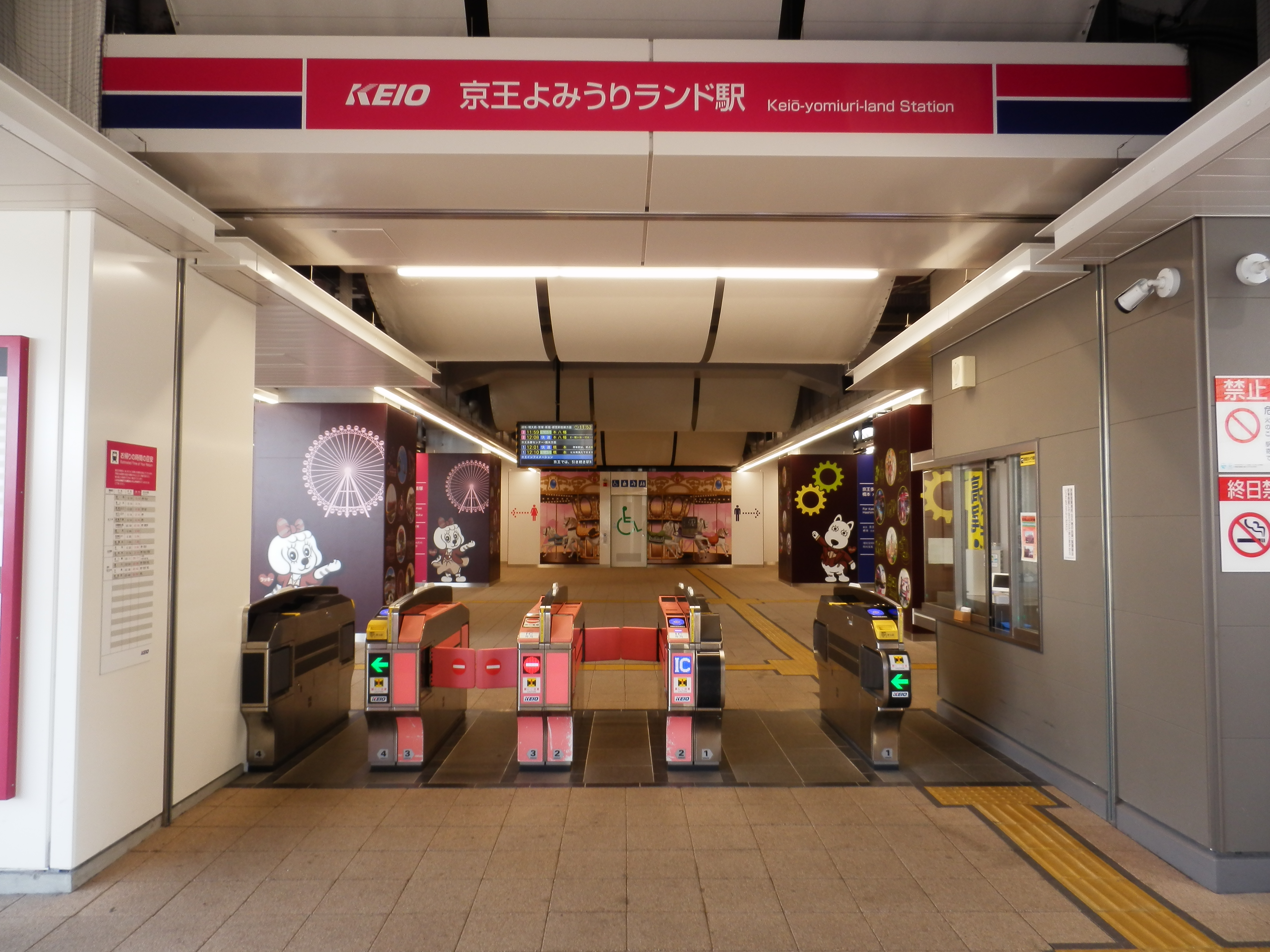
改札口（2018年11月）
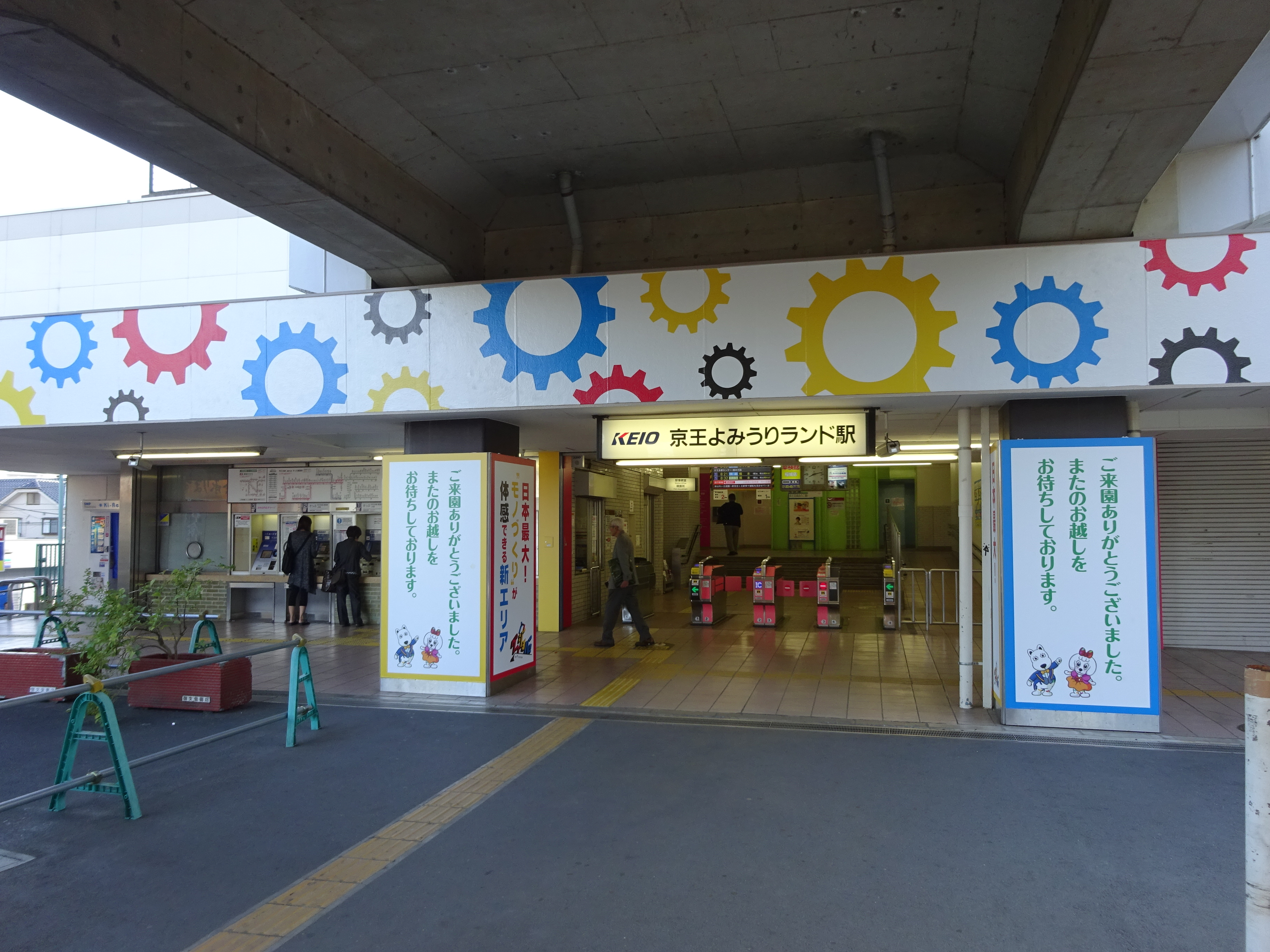
リニューアル前の改札口付近（2016年10月）
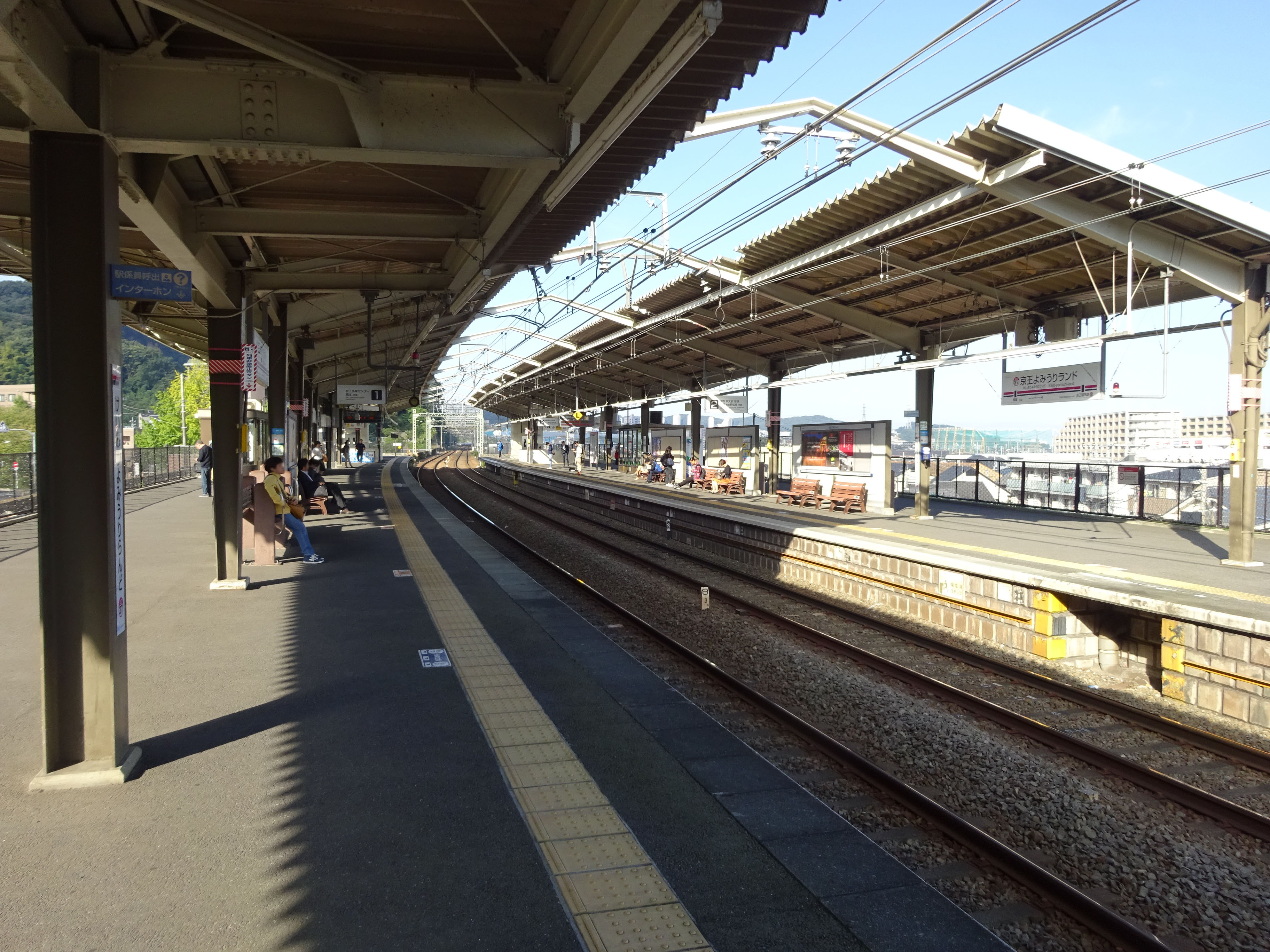
ホーム（2016年10月）
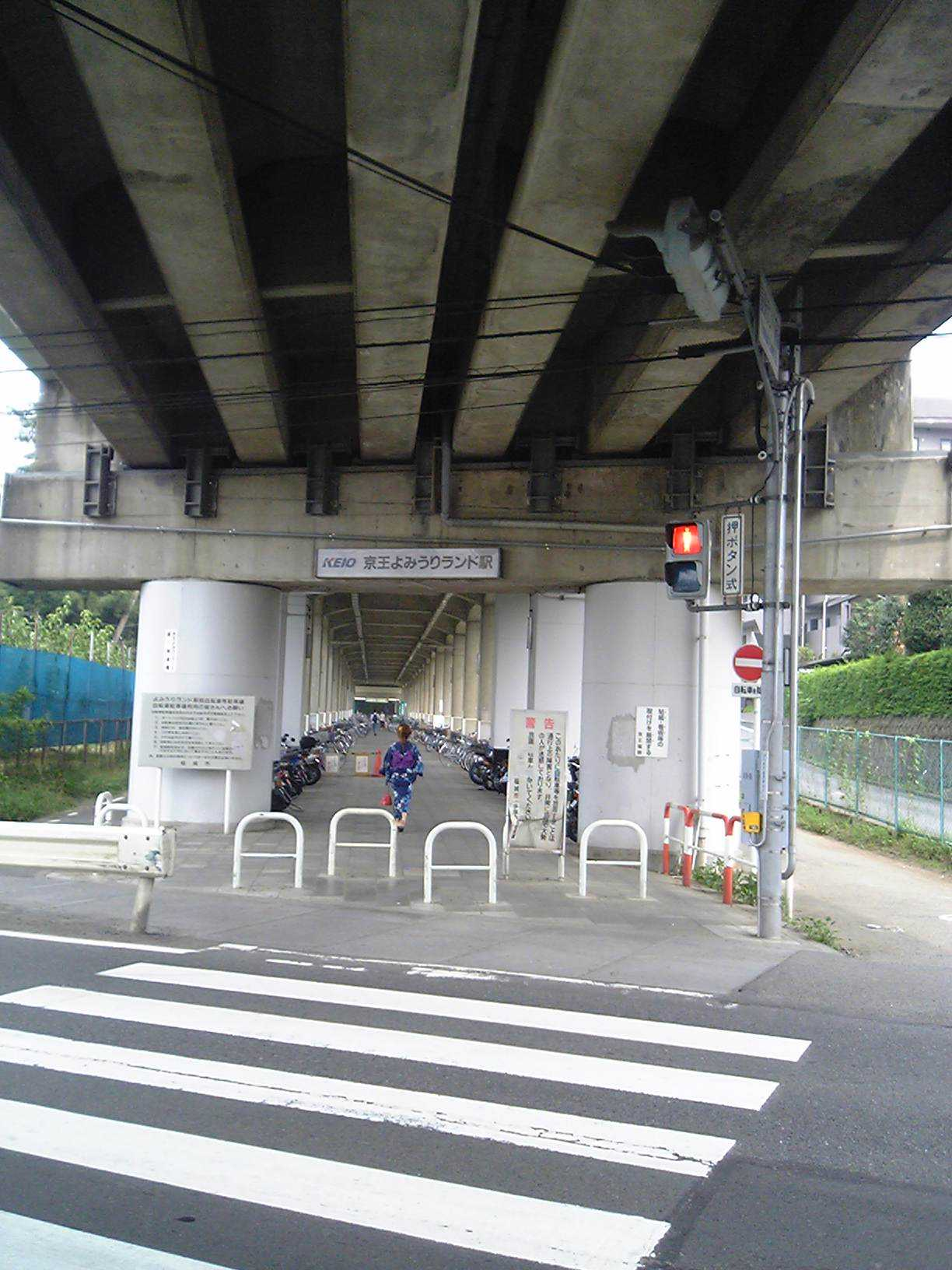
東京都道124号稲城読売ランド前停車場線から
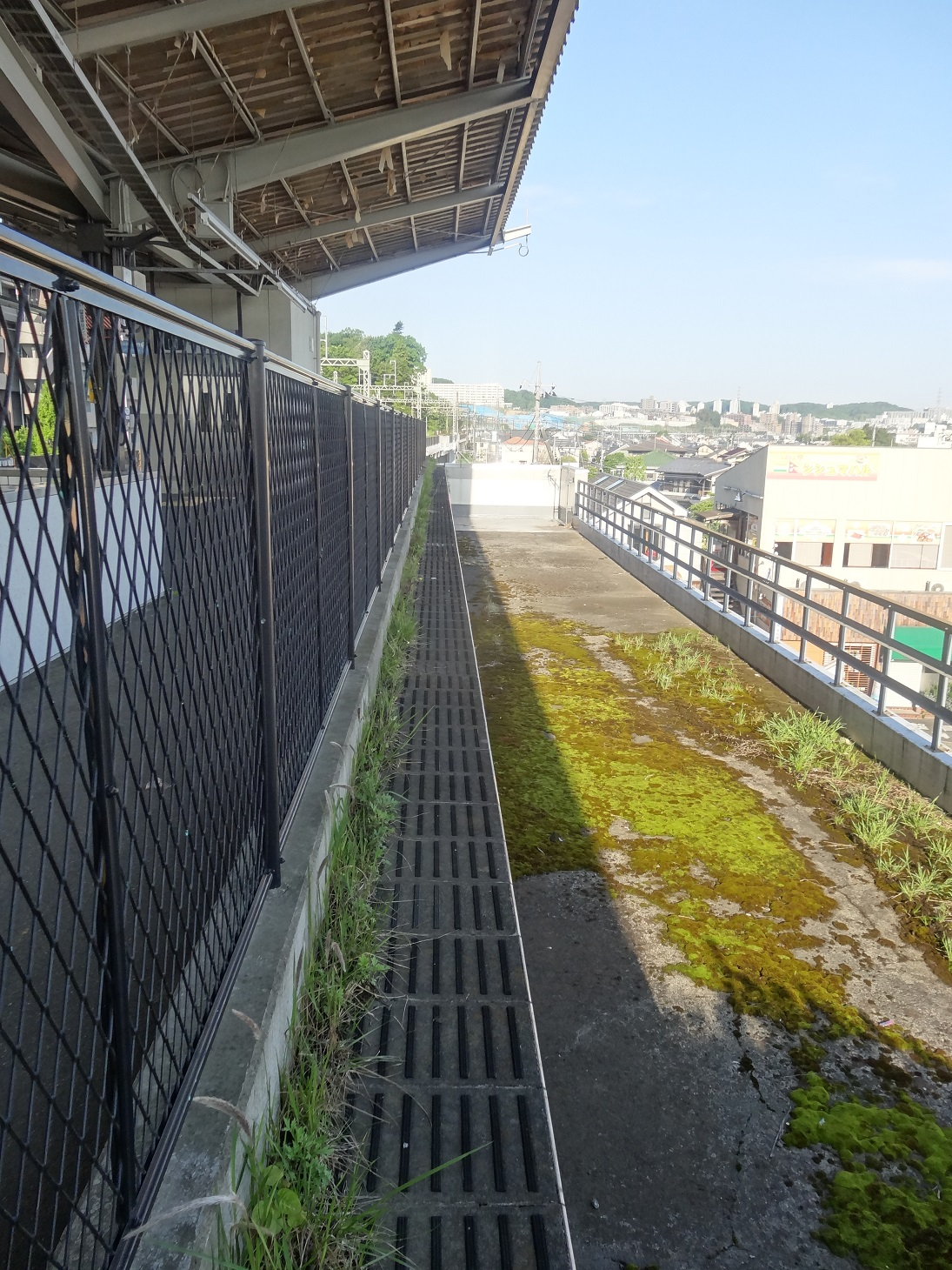
2面4線化計画の名残

## 利用状況
2024年度（令和6年度）の1日平均乗降人員は14,826人である。よみうりランドの最寄駅でありながらも、相模原線内では最も少ない。乗降・乗車人員の推移は下記の通り。
| 年度               | 1日平均 乗降人員 | 1日平均 乗車人員 | 出典     |
| ------------------ | ---------------- | ---------------- | -------- |
| 1971年（昭和46年） | 4,343            |                  |          |
| 1975年（昭和50年） | 7,068            |                  |          |
| 1980年（昭和55年） | 8,503            |                  |          |
| 1985年（昭和60年） | 8,892            |                  |          |
| 1990年（平成02年） | 10,903           | 5,405            | [ * 1 ]  |
| 1991年（平成03年） | 11,515           | 5,686            | [ * 2 ]  |
| 1992年（平成04年） |                  | 5,575            | [ * 3 ]  |
| 1993年（平成05年） |                  | 5,373            | [ * 4 ]  |
| 1994年（平成06年） |                  | 5,425            | [ * 5 ]  |
| 1995年（平成07年） | 10,759           | 5,139            | [ * 6 ]  |
| 1996年（平成08年） |                  | 4,956            | [ * 7 ]  |
| 1997年（平成09年） | 10,144           | 4,734            | [ * 8 ]  |
| 1998年（平成10年） | 09,869           | 4,548            | [ * 9 ]  |
| 1999年（平成11年） | 09,795           | 4,495            | [ * 10 ] |
| 2000年（平成12年） | 09,970           | 4,564            | [ * 11 ] |
| 2001年（平成13年） | 09,836           | 4,537            | [ * 12 ] |
| 2002年（平成14年） | 10,313           | 4,797            | [ * 13 ] |
| 2003年（平成15年） | 10,217           | 4,749            | [ * 14 ] |
| 2004年（平成16年） | 10,824           | 5,093            | [ * 15 ] |
| 2005年（平成17年） | 10,505           | 5,153            | [ * 16 ] |
| 2006年（平成18年） | 10,100           | 5,148            | [ * 17 ] |
| 2007年（平成19年） | 10,345           | 5,221            | [ * 18 ] |
| 2008年（平成20年） | 10,927           | 5,518            | [ * 19 ] |
| 2009年（平成21年） | 11,259           | 5,682            | [ * 20 ] |
| 2010年（平成22年） | 11,078           | 5,586            | [ * 21 ] |
| 2011年（平成23年） | 11,096           | 5,600            | [ * 22 ] |
| 2012年（平成24年） | 11,486           | 5,770            | [ * 23 ] |
| 2013年（平成25年） | 11,712           | 5,885            | [ * 24 ] |
| 2014年（平成26年） | 12,195           | 6,115            | [ * 25 ] |
| 2015年（平成27年） | 12,968           | 6,500            | [ * 26 ] |
| 2016年（平成28年） | 13,408           | 6,729            | [ * 27 ] |
| 2017年（平成29年） | 13,694           | 6,866            | [ * 28 ] |
| 2018年（平成30年） | 14,233           | 7,115            | [ * 29 ] |
| 2019年（令和元年） | 13,687           | 6,820            | [ * 30 ] |
| 2020年（令和02年） | 09,838           | 4,910            | [ * 31 ] |
| 2021年（令和03年） | 11,225           | 5,578            | [ * 32 ] |
| 2022年（令和04年） | 12,795           |                  |          |
| 2023年（令和05年） | 14,017           |                  |          |
| 2024年（令和06年） | 14,826           |                  |          |

## 駅周辺
北側は多摩川に沿って開けた平地となっており、住宅地・梨畑などが土地利用の中心となっているほか、富士通フロンテックの本社工場も立地する。かつては東京コカ・コーラボトリング稲城工場も立地していた（2005年3月に閉鎖）。

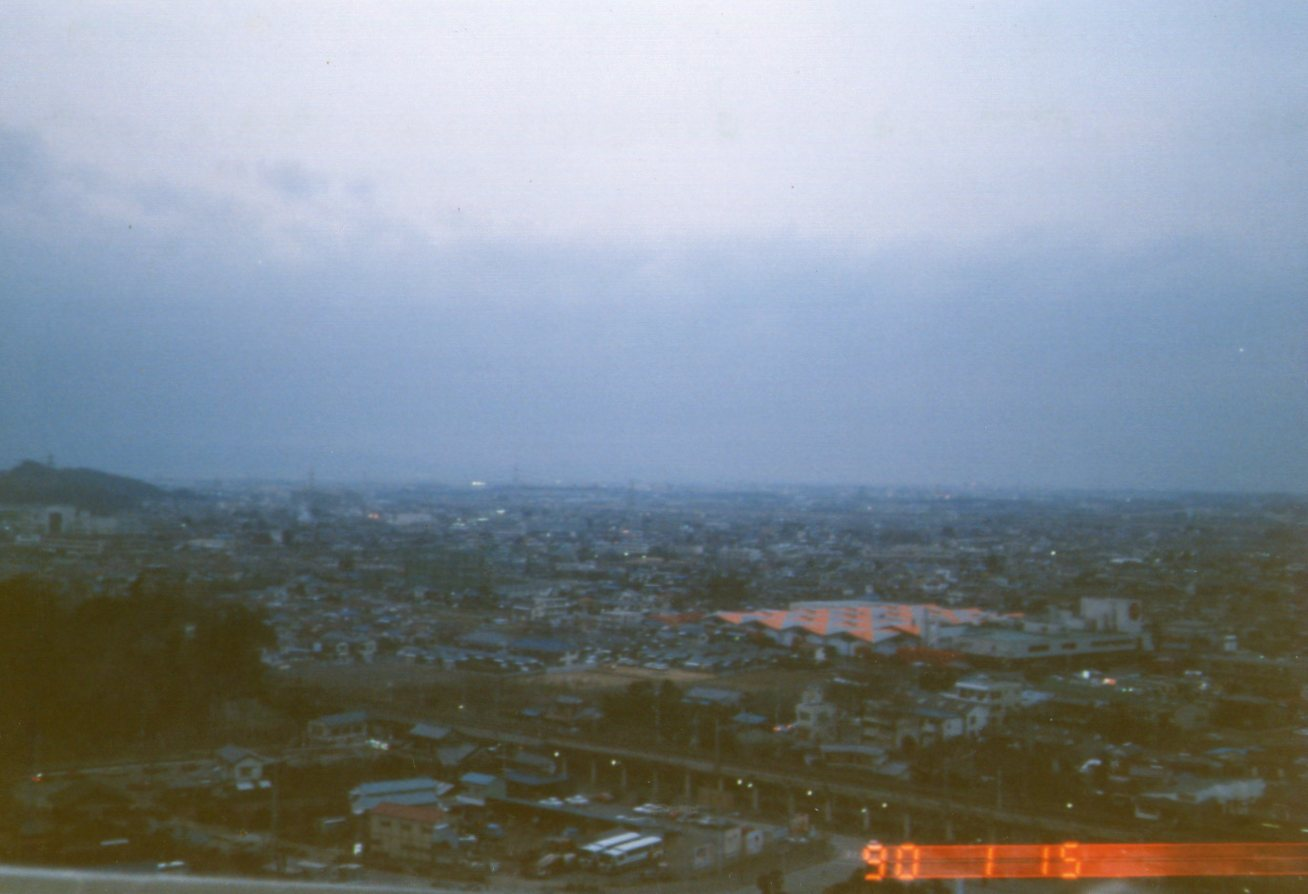
90年、観覧車から見た京王よみうりランド駅と稲城市街地。中央部の朱色屋根が東京コカ・コーラボトリング

跡地には2007年（平成19年）11月8日にスーパー三和を核テナントとし、マツモトキヨシ、くまざわ書店、大創産業、パシオスなどのテナントが出店する「アメリア稲城ショッピングセンター」が開業した。
丘陵地帯奥によみうりランドがある。当駅からよみうりランドへは路線バスの他、駅南側からゴンドラ「スカイシャトル」が発着し、スカイゲート前（よみうりランド入口）までを結んでいる。1999年のゴンドラ開業前は「スカイロード」（動く歩道）が駅とよみうりランドを結んでいた。
東日本旅客鉄道（JR東日本）南武線矢野口駅は徒歩約15分程の距離にある｡
改札口前は高架下のスペースが広がり、有料駐輪場が設置されている。
南側一角に小さなロータリーがあり、路線バス・タクシー乗り場として利用されている。それを囲む形でマンションやコルグ本社などが建つ。その他はすぐ近くにまで丘陵地帯が迫っており、広大な雑木林からなる里山となっている。この一帯は南山と呼ばれており、ありがた山、弁天洞窟といった観光スポットがある。南山は以前から市街化区域に指定されており、スカイテラス南山が進行中である。

### 周辺スポット
- よみうりランド
  - HANA・BIYORI
  - 読売ジャイアンツ球場
  - ヴェルディグラウンド
- 弁天洞窟（新東京百景）
- 小沢城址
- ありがた山
- 三沢川
- 穴澤天神社
- 妙覚寺
- TOKYO GIANTS TOWN
- 株式会社コルグ

### 金融機関
- さわやか信用金庫 矢野口支店
- 城南信用金庫 稲城支店

### バス路線
- 京王よみうりランド駅（小田急バス・稲城市コミュニティバス「iバス」）
  - 読01 よみうりランド経由小田急読売ランド前駅・寺尾台団地行（小田急）
  - 読01 榎戸経由矢野口駅行（小田急）
  - 系統番号なし よみうりランド行、矢野口駅・調布駅北口・笹塚経由新宿駅西口行（小田急）※季節運行休日2往復のみ
  - よみうりランド丘の湯行、矢野口駅経由南多摩駅行、稲城駅・稲城長沼駅経由南多摩駅行（iバス）

2012年2月19日までは小田急バスの吉07（吉祥寺駅 - よみうりランド間、休日1往復のみ運行）も発着していた。

## 駅名の由来
駅周辺施設の「よみうりランド」に「京王」の名が冠されたのは、小田急小田原線に「読売ランド前駅」が存在していたためである。

## 隣の駅
京王電鉄
 相模原線
■特急・■急行
通過（臨時停車の場合あり）
■区間急行・■快速・■各駅停車
京王稲田堤駅 (KO36) - 京王よみうりランド駅 (KO37) - 稲城駅 (KO38)
- ジュエルミネーション開催時に、一部特急・急行が臨時停車する場合がある。